# Strangalia veracruzana
Strangalia veracruzana är en skalbaggsart som beskrevs av Hovore och Chemsak 2005. Strangalia veracruzana ingår i släktet Strangalia och familjen långhorningar. Inga underarter finns listade i Catalogue of Life.